# Nadine Chandrawinata
Nadine Chandrawinata, née le 8 mai 1984 à Hanovre en Allemagne, est une mannequin indonésienne qui a remporté le titre de Miss Indonésie 2006, et la représentante de l'Indonésie au concours Miss Univers 2006. Elle est la seconde Miss Indonésie à participer à ce concours (précédée par Artika Sari Devi présentée à l'élection de Miss Indonésie en 1996).
Sa mère est allemande et son père d'origine chinois d'Indonésie. Ses deux frères jumeaux, Marcel Chandrawinata et Mischa Chandrawinata, sont mannequin et acteurs. Elle mesure 175 cm et pèse environ 50 kg.